# بیسو، هبئی
بیسو، هوبئی (به لاتین: Beisu) یک شهرک در جمهوری خلق چین است که در شهرستان ووجی واقع شده‌است. بیسو ۵۹ متر بالاتر از سطح دریا واقع شده‌است.